# Веркхаузен
Веркхаузен (нем. Werkhausen) — община в Германии, в земле Рейнланд-Пфальц. 
Входит в состав района Альтенкирхен-Вестервальд. Подчиняется управлению Альтенкирхен.  Население составляет 235 человек (на 31 декабря 2010 года). Занимает площадь 5,76 км².
Коммуна подразделяется на 5 сельских округов.